# Midwest Cycling Classic 2025
De eerste editie van de wielerwedstrijd Midwest Cycling Classic vond plaats op 23 maart 2025. De 135 deelneemsters startten in Gent en finishten 135,66 kilometer later in Oostrozebeke. De wedstrijd had de UCI-categorie 1.2. De Nederlandse Scarlett Souren won na een fotofinish van de Italiaanse Martina Alzini.

## Uitslag
| Plaats  | Naam               | Ploeg                      | Tijd     |
| ------- | ------------------ | -------------------------- | -------- |
| Winnaar | Scarlett Souren    | VolkerWessels              | 3u22'48" |
| 2       | Martina Alzini     | Cofidis                    | z.t.     |
| 3       | Lonneke Uneken     | VolkerWessels              | z.t.     |
| 4       | Puck Langenbarg    | Fenix-Deceuninck Dev.      | z.t.     |
| 5       | Cecilia van Zuthem | Fenix-Deceuninck Dev.      | z.t.     |
| 6       | Karolina Kumiega   | KDM-Pack                   | z.t.     |
| 7       | Femke Beuling      | VolkerWessels              | z.t.     |
| 8       | Messane Bräutigam  | AG Insurance-Soudal U23    | z.t.     |
| 9       | Olga Wankiewicz    | MAT Atom Deweloper Wrocław | z.t.     |
| 10      | Hélène Hesters     | Liv AlUla Jayco Cont.      | z.t.     |
| 11      | Febe Poppe         | Cynisca                    | z.t.     |
| 12      | Lisa van Belle     | VELOPRO-Alphamotorhomes    | z.t.     |
| 13      | Victoire Berteau   | Cofidis                    | z.t.     |
| 14      | Anna Vanderaerden  | Fenix-Deceuninck Dev.      | z.t.     |
| 15      | Chloe Patrick      | Cynisca                    | z.t.     |
| 16      | Julie Stockman     | DD Group                   | z.t.     |
| 17      | Yonna van Dam      | DD Group                   | z.t.     |
| 18      | Michelle Andres    | Sydbank Quooker Njord Law  | z.t.     |
| 19      | Margot Marasco     | AG Insurance-Soudal U23    | z.t.     |
| 20      | Marith Vanhove     | AG Insurance-Soudal U23    | z.t.     |